# Bergen
Bergen je s 260.200 stanovnika (2010.) te 384.100 stanovnika šireg gradskog područja (Veliki Bergen), drugi po veličini grad u Norveškoj. Smješten je na jugozapadnoj obali Norveške u administrativnoj regiji Vestland, čije je upravno središte.
Urbana jezgra Bergena nalazi se između planina koje mještani nazivaju de syv fjell („Sedam planina”, po uzoru na sedam rimskih brežuljaka), iako broj stvarnih planina ovisi o definiciji istih. Njegovo povijesno središte, Bryggen (norveški za „pristanište”; korijen imena i flandrijskog grada Bruggea), sa zgradama iz vremena kada je pripadao hanzeatskom udruženju trgovačkih gradova, upisano je na UNESCO-ov popis mjesta svjetske baštine u Europi 1979. godine.
Bergen je također važno kulturno središte regije kao neslužbena prijestolnica zapadne Norveške, a bio je i jedan od devet europskih glavnih gradova kulture 2000. godine. Osim toga, jedan je od glavnih gradova norveške naftne industrije.
Bergen je poznat po obilnim i dugotrajnim kišama. Godišnja količina padalina je oko 2.250 mm/m², a najdulje zabilježeno neprekidno kišno vrijeme bilo je od 3. siječnja do 26. ožujka 1990. godine.

## Povijest
Bergen je osnovao Olaf III. Norveški 1070. godine kao prijestolnicu Norveške, što je Bergen i bio do 1299. godine. U trinaestom stoljeću Bergen bijaše jedan od četiri glavna administracijska grada Hanze. Grad se bogatio i širio trgovinom s hanzeatskim gradovima, ali su njihovi brodovi u rujnu 1349. godine donijeli i Crnu kugu od koje je grad uvelike stradao. 1393. godine grad je opustošilo Vitalijsko bratstvo (švedski pirati), a zatim i 1429. godine kada su ga zapalili.
Grad je poharalo mnoštvo požara (1198., 1248., 1413., 1428., 1476., 1582., 1675., 1686., 1756., 1771., 1901. i 1916.) nakon kojih se grad svaki put morao obnavljati, ali najveći požar bio je 1702. godine kada je do temelja izgorilo oko 90% grada.
Bergen je zbog svoje kopnene nepristupačnosti dugo imao bolju povezanost s drugim lukama nego s ostatkom Norveške. Kopnena cesta koja je povezivala Bergen s Oslom (tada Kristianijom) otvorena je tek 27. studenog 1909.
Prvog dana nacističke invazije, 9. travnja 1940., Bergen je nakon kratke pomorske bitke s kopnenim norveškim topništvom okupirala njemačka vojska. Dana 20. travnja 1944., nizozemski transportni brod Voorbode eksplodirao je u utvrdi Bergenhus pri čemu je poginulo oko 150 ljudi, a stare građevine u gradu jako stradale. Saveznici su također bombardirali njemačku vojnu luku pri čemu je stradalo oko 100 ljudi.

## Znamenitosti
Svjetska baština Bryggen ili Tyskebryggen („Njemačko pristanište”) niz je hanzeatskih trgovačkih zgrada na istočnoj strani fjorda na ulazu u grad iz 14. stoljeća. Kako je nekoliko puta stradala u požaru, ova četvrt ima samo šest izvornih drvenih građevina iz 1720-ih godina (krajnjih šest lijevo na gornjoj panoramskoj fotografiji). Danas je ova četvrt turistička atrakcija sa suvenirnicama, restoranima, kafićima i Muzejom Bryggena s arheološkim ostatcima starijih građevina.
Najstariji dio Bergena jest područje oko zaljeva Vågen, u samom središtu grada, u kojem se nalazi Crkva sv. Marije (Mariakirken) iz 12. stoljeća i utvrda Bergenhus (Bergenhus festning) koja je jedna od najstarijih i najbolje sačuvanih utvrda u Norveškoj.
Žičara Fløibanen, koja vodi na bergensku planinu Fløyen, s koje se pruža fantastičan pogled na grad i fjord, iz 1918. godine, najveća je turistička atrakcija u gradu, ali i jedna od najposjećenijih u Norveškoj s više od milijun posjetitelja godišnje.
- Gospina crkva (12. st.)
- Bergenhus utvrda (12.-19. st.)
- Drvena crkva (12. st.), izvorno iz Fortuna kod Sogna
- Muzej Bryggen (1976.)
- Žičara Fløibanen

## Gradovi prijatelji
Bergen ima ugovore o partnerstvu sa sljedećim gradovima:
| - Aarhus, Danska - Asmara, Eritreja - Göteborg, Švedska - Kópavogur, Island - Le Havre, Francuska - Málaga, Španjolska | - Melbourne, Australija - Newcastle, Ujedinjeno Kraljevstvo - Seattle, SAD - Solun, Grčka - Turku, Finska |

## Vanjske poveznice
- Službena stranica[neaktivna poveznica] (engl.)
- Bergen - turistički vodič

### Ostali projekti
|  | Zajednički poslužitelj ima još gradiva o temi Bergen |